# Песчаное (Карелия)
Песча́ное — деревня в Пудожском районе Республики Карелия. Входит в состав Авдеевского сельского поселения

## География
Расположено на западе района, на берегу Заонежского залива Онежского озера, в 61 км на северо-запад от райцентра Пудож. Через деревню проходит федеральная автодорога А119 «Вологда — Медвежьегорск».
Высота над уровнем моря 62 м.

## История
20 февраля 1935 года постановлением Карельского ЦИК в деревне были закрыты Церковь Георгия Победоносца и кладбищенская часовня Параскевы Пятницы.
В ныне упразднённой деревне Мелентьево вблизи деревни Песчаное жила исполнительница плачей и причитаний Матрёна Филатовна Павкова (1880—1958).

## Население
| 2002 | 2009 | 2010 | 2013 |
| ---- | ---- | ---- | ---- |
| 130  | ↘94  | ↘84  | ↘64  |

## Достопримечательности
Сохраняется Братская могила советских воинов, погибших в годы Великой Отечественной войны.

## Инфраструктура
Личное подсобное хозяйство с зоной сельскохозяйственного использования, индивидуальная застройка усадебного типа. В деревне действует база отдыха.
Основа экономики — сельское хозяйство.

## Транспорт
Остановка общественного транспорта «Песчаное». Имеется водное сообщение с Петрозаводском.